# Don Davis (compositore)
Donald Romain Davis, detto Don (Anaheim, 4 febbraio 1957), è un compositore e musicista statunitense di colonne sonore cinematografiche.

## Biografia
Nato in California, ha studiato musica avendo come insegnanti Henri Lazarof e Albert Harris. Nei primi anni di attività ha lavorato con Joe Harnell, Mark Snow e Michael Kamen.
Ha vinto due Premi Emmy (1990 e 1995), ricevendo la nomination in altre sei occasioni.

## Filmografia parziale
- La bella e la bestia (1987-1990) - Televisione
- Bound - Torbido inganno (Bound), regia di Lana e Andy Wachowski (1996)
- The Beast - Abissi di paura (1996) - Televisione
- Double Nevins (1997)
- On The Line
- Matrix, regia di Andy e Larry Wachowski (1999)
- Il mistero della casa sulla collina (House on Haunted Hill), regia di William Malone (1999)
- S.Y.N.A.P.S.E. - Pericolo in rete (Antitrust), regia di Peter Howitt (2001)
- The Unsaid - Sotto silenzio, regia di Tom McLoughlin (2001)
- Behind Enemy Lines - Dietro le linee nemiche (Behind Enemy Lines), regia di John Moore (2001)
- Jurassic Park III, regia di Joe Johnston (2001)
- Valentine - Appuntamento con la morte (Valentine), regia di Jamie Blanks (2001)
- Matrix Reloaded, regia di Andy e Larry Wachowski (2003)
- Matrix Revolutions, regia di Andy e Larry Wachowski (2003)
- Animatrix, registi vari (2003)
- Tokyo Ghoul - Il film, regia di Kentarō Hagiwara (2017)